# Campionatul de fotbal din Mauritania
Campionatul de fotbal din Mauritania este primul eșalon din sistemul competițional fotbalistic din Mauritania.

## Echipele sezonului 2010
- ACAS de Teyarett
- ASAC Concorde (Nouakchott)
- ASC El Ahmedi FC de Sebkha (Nouakchott)
- ASC Kédia	(Zouérate)
- ASC Ksar (Nouakchott)
- ASC Mauritel Mobile FC (Nouakchott)
- ASC Nasr de Sebkha (Nouakchott)
- ASC Tevragh-Zeïna
- CF Cansado (Nouadhibou)
- FC Nouadhibou ASJN

Retrogradate în 2010
- ASC Dar El Barka
- ASC Dar Naïm (Nouakchott)

## Foste campioane
| - 1976 : ASC Garde Nationale (Nouakchott) - 1977 : ASC Garde Nationale (Nouakchott) - 1978 : ASC Garde Nationale (Nouakchott) - 1979 : ASC Garde Nationale (Nouakchott) - 1980 : nu s-a disputat - 1981 : ASC Police (Nouakchott) - 1982 : ASC Police (Nouakchott) - 1983 : ASC Ksar (Nouakchott) - 1984 : ASC Garde Nationale (Nouakchott) - 1985 : ASC Ksar (Nouakchott) - 1986 : ASC Police (Nouakchott) - 1987 : ASC Police (Nouakchott) | - 1988 : ASC Police (Nouakchott) - 1989 : nu s-a disputat - 1990 : ASC Police (Nouakchott) - 1991 : ASC Police (Nouakchott) - 1992 : ASC Sonader Ksar (Nouakchott) - 1993 : ASC Sonader Ksar (Nouakchott) - 1994 : ASC Garde Nationale (Nouakchott) - 1995 : ASC Sonalec (Nouakchott) - 1996 : nu s-a disputat - 1997 : nu s-a disputat - 1998 : ASC Garde Nationale (Nouakchott) - 1999 : SDPA (Rosso) | - 2000 : ASC Mauritel Mobile FC (Nouakchott) - 2001 : FC Nouadhibou (Nouadhibou) - 2002 : FC Nouadhibou (Nouadhibou) - 2003 : ASC Nasr de Sebkha (Nouakchott) - 2004 : ACS Ksar (Nouakchott) - 2005 : ASC Nasr de Sebkha (Nouakchott) - 2006 : ASC Mauritel Mobile FC (Nouakchott) - 2007 : ASC Nasr de Sebkha (Nouakchott) - 2008 : ASAC Concorde (Nouakchott) - 2009 : CF Cansado (Nouadhibou) - 2010 : CF Cansado (Nouadhibou) |

## Performanțe după club
| Club                                  | Oraș       | Titluri | Ultimul titlu |
| ------------------------------------- | ---------- | ------- | ------------- |
| ASC Garde Nationale                   | Nouakchott | 7       | 1998          |
| ASC Police                            | Nouakchott | 7       | 1991          |
| ACS Ksar (incluzând ASC Sonader Ksar) | Nouakchott | 5       | 2004          |
| ASC Nasr                              | Nouakchott | 3       | 2007          |
| CF Cansado (incluzând ASC SNIM FC)    | Nouadhibou | 2       | 2010          |
| ASC Mauritel Mobile FC                | Nouakchott | 2       | 2006          |
| FC Nouadhibou                         | Nouadhibou | 2       | 2002          |
| SDPA                                  | Rosso      | 1       | 1999          |
| ASC Sonalec                           | Nouakchott | 1       | 1995          |
| ASAC Concorde                         | Nouakchott | 1       | 2008          |

## Golgeteri
| An   | Golgeter                | Club     | Goluri |
| 2004 | Bouha Ould Brahim       | ACS Ksar | 21     |
| 2005 | Bouha Ould Brahim       | ACS Ksar | 14     |
| 2007 | Baïla Diallo            | ASC Ksar | 21     |
| 2008 | Ely Cheikh Ould Voulany | ASC Ksar | 16     |